# Isochromodes lineata
Isochromodes lineata är en fjärilsart som beskrevs av Paul Dognin 1913. Isochromodes lineata ingår i släktet Isochromodes och familjen mätare. Inga underarter finns listade i Catalogue of Life.